# Battaglia di Verona (312)
La battaglia di Verona fu combattuta nei pressi della città veneta nel 312 tra l'esercito di Costantino I e quello di Massenzio, comandato dal prefetto del pretorio Ruricio Pompeiano: la vittoria di Costantino gli permise di attaccare Massenzio rinchiusosi a Roma e di sconfiggerlo nella battaglia di Ponte Milvio, che gli diede il controllo della parte occidentale dell'Impero romano.

## Antefatti
Nel 312 Costantino decise di attaccare direttamente il suo rivale alla porpora Massenzio, il quale si era rinchiuso a Roma  e aveva distaccato un forte contingente a Verona, nell'Italia nord-orientale, allo scopo di contrastare l'invasione dell'altro suo rivale, Licinio. Quando Costantino attraversò le Alpi ed entrò in Italia da occidente, dovette sconfiggere un contingente di Massenzio nella battaglia di Torino per trovarsi poi la via aperta per l'Italia centrale, attraverso le vie Emilia e Flaminia. Invece, una volta entrato trionfalmente a Mediolanum (Milano), decise di impegnare il valoroso generale di Massenzio, Ruricio Pompeiano, e il suo esercito raccolto a Verona e nella provincia di Venetia, in modo da assicurarsi le spalle durante la sua discesa per l'Italia.
Venuto a conoscenza dell'arrivo di Costantino, Pompeiano decise di distaccare un forte contingente di cavalleria e di mandarlo incontro all'invasore, ma i suoi uomini furono sconfitti nei pressi di Brescia e inseguiti dalle legioni galliche di Costantino fin sotto Verona.

## Assedio
Impossibilitato ad affrontare le forze di Costantino con il contingente di Verona, Pompeiano decise di rinchiudersi in città, subendo il tentativo d'assedio del suo avversario.
Costantino trovò difficoltà ad iniziare l'assedio, in quanto la città era accessibile solo da un lato tramite una penisola, mentre era coperta dai tre lati restanti dall'Adige, il quale, scorrendo nella provincia della Venetia, permetteva alle truppe di Massenzio chiuse nella città di ottenere rinforzi e rifornimenti.
Costantino tentò diversi attacchi alla città che si rivelarono infruttuosi. Alla fine riuscì a passare l'Adige a nord, dove il fiume era più placido, e a rinchiudere Verona in un assedio molto stretto.
Pompeiano tentò alcune sortite, ma Costantino riuscì a respingerle; allora il generale di Massenzio lasciò la città nottetempo, raggiunse la provincia, raccolse un esercito in grado di affrontare Costantino e si mosse su Verona per attaccare Costantino, alle spalle o in campo aperto.

## Battaglia
L'arrivo dell'esercito di Pompeiano venne rivelato a Costantino, il quale decise di lasciare alcune truppe a continuare l'assedio e di avanzare alla testa di quelle più affidabili e valorose contro Pompeiano, che ingaggiò a battaglia verso la fine del giorno. Le truppe galliche di Costantino vennero disposte su due linee ma, poiché le truppe di Pompeiano erano più numerose e quindi disposte su un fronte più lungo, Costantino avanzò delle truppe dalla seconda alla prima linea, in modo da pareggiarne la lunghezza.
La battaglia si protrasse per tutta la notte: all'alba, Costantino aveva vinto la battaglia, l'esercito di Massenzio aveva subito grandissime perdite, Pompeiano era caduto combattendo alla testa della sua guardia personale.

## Conseguenze
La città di Verona aprì le porte al vincitore: la guarnigione di Massenzio venne catturata facilmente. Costantino discese lungo l'Italia, per affrontare Massenzio e il suo esercito nella decisiva battaglia di Ponte Milvio.
Quando, nel 315, venne dedicato l'Arco di Costantino a Roma, uno dei fregi che raffigurano la guerra tra Costantino e Massenzio fu dedicato all'assedio di Verona.